# Anna Wloka
Anna Wloka (* 14. März 1993 in Olesno) ist eine polnische Kugelstoßerin.

## Sportliche Laufbahn
2010 gewann Anna Wloka die Bronzemedaille bei den erstmals ausgetragenen Olympischen Jugendspielen in Singapur. Bei den 2011 ausgetragenen Junioreneuropameisterschaften in Tallinn gewann sie die Silbermedaille mit 16,23 m hinter der Deutschen Lena Urbaniak. 2013 qualifizierte sie sich für die U23-Europameisterschaften im finnischen Tampere, bei denen sie im Finale den siebten Platz belegte.  Zwei Jahre später wurde sie Fünfte bei den U23-Europameisterschaften in Tallinn.
Bisher wurde sie einmal polnische Hallenmeisterin.

## Bestleistungen
- Kugelstoßen: 16,83 m, 29. Juni 2013 in Bydgoszcz
  - Halle: 17,06 m, 2. Februar 2014 in Spała